# 朝鮮の今日
朝鮮の今日（ちょうせんのこんにち、朝鮮語: 조선의 오늘 チョソネ オヌル）は、朝鮮民主主義人民共和国（北朝鮮）の公式ウェブサイトである。

## 概要
記事は平壌牡丹峰編集社（평양모란봉편집사）の署名がある。大韓民国に対し核攻撃を示唆する恫喝を行ったり、2016年のアメリカ大統領選挙では共和党のドナルド・トランプの大統領就任を後押しする論評を出している。
2020年9月の菅義偉内閣誕生に際して、「問題は、新たに日本の自民党総裁になった菅が、安倍路線の継承を口にして安倍の垢がついた古い遺物をそのまま抱えて、軍事大国へと進む企図を露骨に表していることである。（中略）日本の新内閣が安倍一味のように大東亜共栄圏という妄想を捨てることができず無分別に振る舞うのであれば、前世紀に経験した惨敗より残酷な代価を支払うことになるだろう」との論評を出した。
また、ニュース以外にも宣伝映像、歌曲、出版物なども提供している。歌曲は無料でダウンロードできる。
2024年1月14日のハンギョレの報道によると、同年1月11日からホームページにアクセスできない状態となっている。北朝鮮当局の公式発表はないが、「わが民族同士」等他の対韓国用ネットメディアも同様にアクセス不可能となっていることから、ハンギョレの記者は対南工作に関連する機関の改編・整理にともないホームページが閉鎖された可能性を指摘している。

## 脚註
1. ↑  https://www.nknews.org/2016/05/north-korean-editorial-supports-donald-trump/
2. ↑  “北朝鮮が菅政権の「安倍路線継承」を警戒 北メディアを分析”. (2020年10月7日){{cite news}}:  CS1メンテナンス: 先頭の0を省略したymd形式の日付 (カテゴリ)
3. ↑  “金委員長の「同族ではない」宣言後…北朝鮮、南北交流窓口をすべて整理”. (2024年1月16日)